# Université Abant İzzet Baysal
L'université Abant İzzet Baysal (en turc Abant İzzet Baysal Üniversitesi, prononcé [abant izzɛt yniveɾsite'si]) est une université publique turque à soutien privé.